# Joseph E. Rall
Joseph Edward „Ed“ Rall (* 3. Februar 1920 in Naperville, Illinois; † 28. Februar 2008 in Rocky Ridge, Maryland) war ein US-amerikanischer Endokrinologe und Wissenschaftsmanager am National Institute of Arthritis, Metabolism, and Digestive Diseases (NIAMDD), einer Einrichtung der National Institutes of Health in Bethesda, Maryland.

## Leben und Wirken
Ed Rall erwarb 1940 am North Central College, dessen Präsident sein Vater Edward Everett Rall war, einen Abschluss in Zoologie und studierte anschließend an der Northwestern University Medizin (M.D. 1945). Bereits als Student veröffentlichte Rall unter Carl Dragstedt erste Arbeiten. Als Assistenzarzt arbeitete er am Wesley Memorial Hospital in Chicago, Illinois, und an der Mayo Clinic in Rochester, Minnesota. Zwischen 1946 und 1948 leistete er seinen Militärdienst ab, unter anderem als Arzt an einem Krankenhaus in der Nähe von Nürnberg in Deutschland. Zurück in den USA erwarb Rall an der Mayo Clinic und der University of Minnesota einen Ph.D. mit einer Arbeit über radioaktiv markierte Schilddrüsenhormone. Nach ärztlicher Tätigkeit am Memorial Hospital in New York City ging er an das Sloan-Kettering Institute, wo er Jod-131 zur Diagnostik und Therapie von Schilddrüsenerkrankungen einführte (siehe Radiojodtherapie).
1955 ging Rall als Leiter der Abteilung für klinische Endokrinologie an das National Institute of Arthritis and Metabolic Diseases (NIAMD, später National Institute of Arthritis, Metabolism, and Digestive Diseases, heute National Institute of Arthritis and Musculoskeletal and Skin Diseases), wo er eine Gruppe von führenden Stoffwechsel-Forschern zusammenstellte, darunter die späteren Nobelpreisträger Christian B. Anfinsen, Martin Rodbell und Baruch Samuel Blumberg. Rall selbst erforschte Bindungspartner der Schilddrüsenhormone, darunter Thyreoglobulin und andere Serumeiweiße, was zu der später bestätigten Hypothese führte, dass nur die freien Schilddrüsenhormone wirksam seien. Im Rahmen seiner Zusammenarbeit mit dem Brookhaven National Laboratory besuchte er mehrfach die Marshallinseln, wo er unter anderem Patienten mit Schilddrüsenkrebs nach den Atombombentests untersuchte und behandelte.
Ab 1959 übernahm Rall die Leitung der Forschungsabteilung (Intramural Research) des NIAMD. Er rekrutierte vielversprechende Forscher wie die späteren Nobelpreisträger Robert Lefkowitz, Harold E. Varmus und Marshall Warren Nirenberg, später Michael Stuart Brown und Joseph L. Goldstein. 1983 stieg Rall als Deputy Director for Intramural Research in die wissenschaftliche Leitung der gesamten National Institutes of Health auf. Hier war er an Verhandlungen mit verschiedenen Regierungsstellen beteiligt und entwickelte erfolgreiche interne Mechanismen zur standardisierten Forschungsförderung. Er machte sich um die Entwicklung des gemeinsamen Campus der verschiedenen NIH-Institute in Bethesda verdient und organisierte kulturelle Veranstaltungen, darunter eine regelmäßige Festvorlesung, die nach seinem Tod als J. Edward Rall Cultural Lecture weitergeführt wurde. 1991 kehrte er in die Grundlagenforschung zurück. Seine letzten eigenen Forschungen befassten sich mit den Schilddrüsenhormonrezeptoren, einer Untergruppe der Kernrezeptoren, und ihrer Position in der Phylogenese. Er verwendete Nematoden als Modellorganismus. 1995 wurde Rall emeritiert.
Joseph Rall war seit 1944 mit Caroline Domm (1921–1976) verheiratet. Das Paar hatte zwei Kinder. Sein Bruder David Rall (1926–1999) war Direktor des National Institute of Environmental Health Sciences. Joseph Rall starb im Alter von 88 Jahren. Sein Grab befindet sich auf dem Antietam Meadows Farms Cemetery in Sharpsburg, Maryland.
Mehr als 15 Jahre nach seinem Tod werden Ralls Arbeiten noch regelmäßig zitiert. Laut Datenbank Scopus hat er einen h-Index von 28 (Stand Juni 2024).

## Auszeichnungen (Auswahl)
- 1958 Fellow der American Association for the Advancement of Science
- 1964 Präsident der American Thyroid Association
- 1980 Mitglied der National Academy of Sciences[5]
- 1983 Präsident der Endocrine Society
- 1985 Mitglied der American Academy of Arts and Sciences[2][6]
- 1995 Sidney H. Ingbar Distinguished Service Award of the Endocrine Society[7]
- Ehrendoktorate des North Central College (1966), der Freien Universität Brüssel (1975), der Universität Neapel (1985) und der Karls-Universität Prag